# Gottfried Kalmring
Gottfried Kalmring (* 9. Februar 1840 in Kerspleben, Thüringen; † 28. Februar 1895 ebenda) war Landwirt, Bürgermeister und Abgeordneter im Reichstag (Deutsches Kaiserreich).

## Leben
Kalmring besuchte die Dorfschule, erhielt Privatunterricht und wurde Landwirt. Er war Bürgermeister in Kerspleben, Bezirksausschussmitglied sowie Mitglied der Berufungskommission in Steuersachen. Er war Träger des Hausordens vom Weißen Falken und Inhaber der Goldenen Medaille. Er gehörte der Deutschen Reichspartei an und war von 1880 bis 1892 Mitglied des Landtages im Großherzogtum Sachsen-Weimar-Eisenach sowie von 1893 bis zu seinem Tode Mitglied des Deutschen Reichstages für den Reichstagswahlkreis Großherzogtum Sachsen-Weimar-Eisenach 1, der den Landkreis Weimar und den Verwaltungsbezirk Apolda umfasste.